# Bonkov (Polsko)
Bonkov (polsky Bąków, německy Bonkau) je vesnice v jižním Polsku ve Slezském vojvodství v okrese Těšín v gmině Strumeň. Leží na severním okraji Těšínského Slezska u historické rakousko-pruské hranice. Podle sčítání lidu v roce 2011 zde žilo 1 625 obyvatel, rozloha obce činí 5,91 km².
Obec se skládá ze dvou částí – vlastního Bonkova na východě a západního Rychuldu, který byl původně samostatnou vesnicí. První zmínka o Rychuldu pochází z roku 1416, o Bonkově z roku 1536. Do 19. století větší a významnější zůstával Rychuld, potom došlo ke spojení obou vesnic do jedné obce s názvem Bonkov-Rychuld. Až po druhé světové válce bylo přijato označení pouze Bonkov.
Bonkov patří k tzv. Žabímu kraji, rybníkářské oblasti severovýchodního Těšínska. Rybniční soustavy se nacházejí jak v Rychuldu, tak ve vlastním Bonkově podél řeky Knajky.
Obcí probíhá čtyřproudová státní silnice č. 81 spojující Katovice se Skočovem a Vislou.